# KAvZ-685

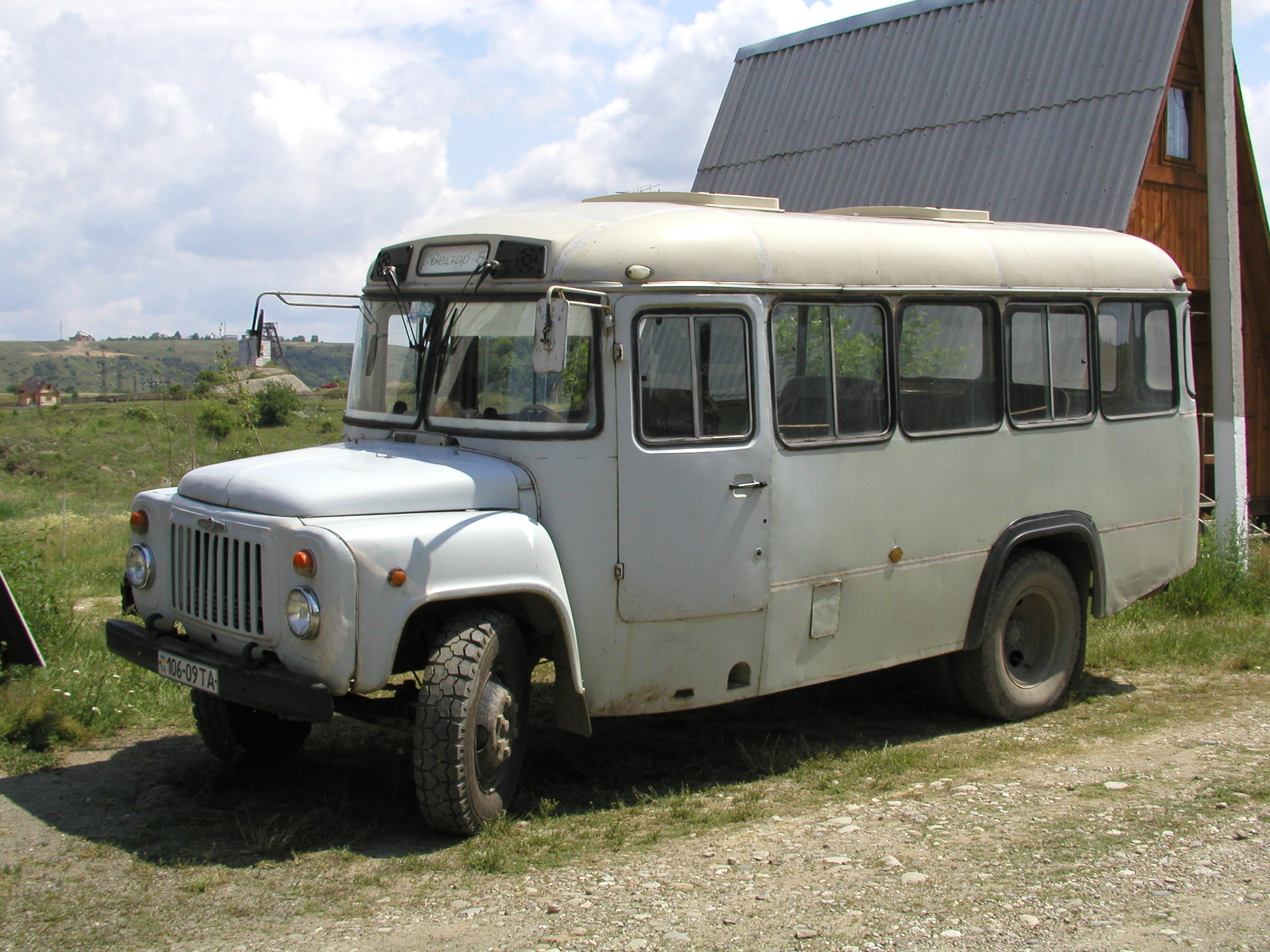
Autobus KAvZ-3270 jako faceliftovaná verze KAvZ-685

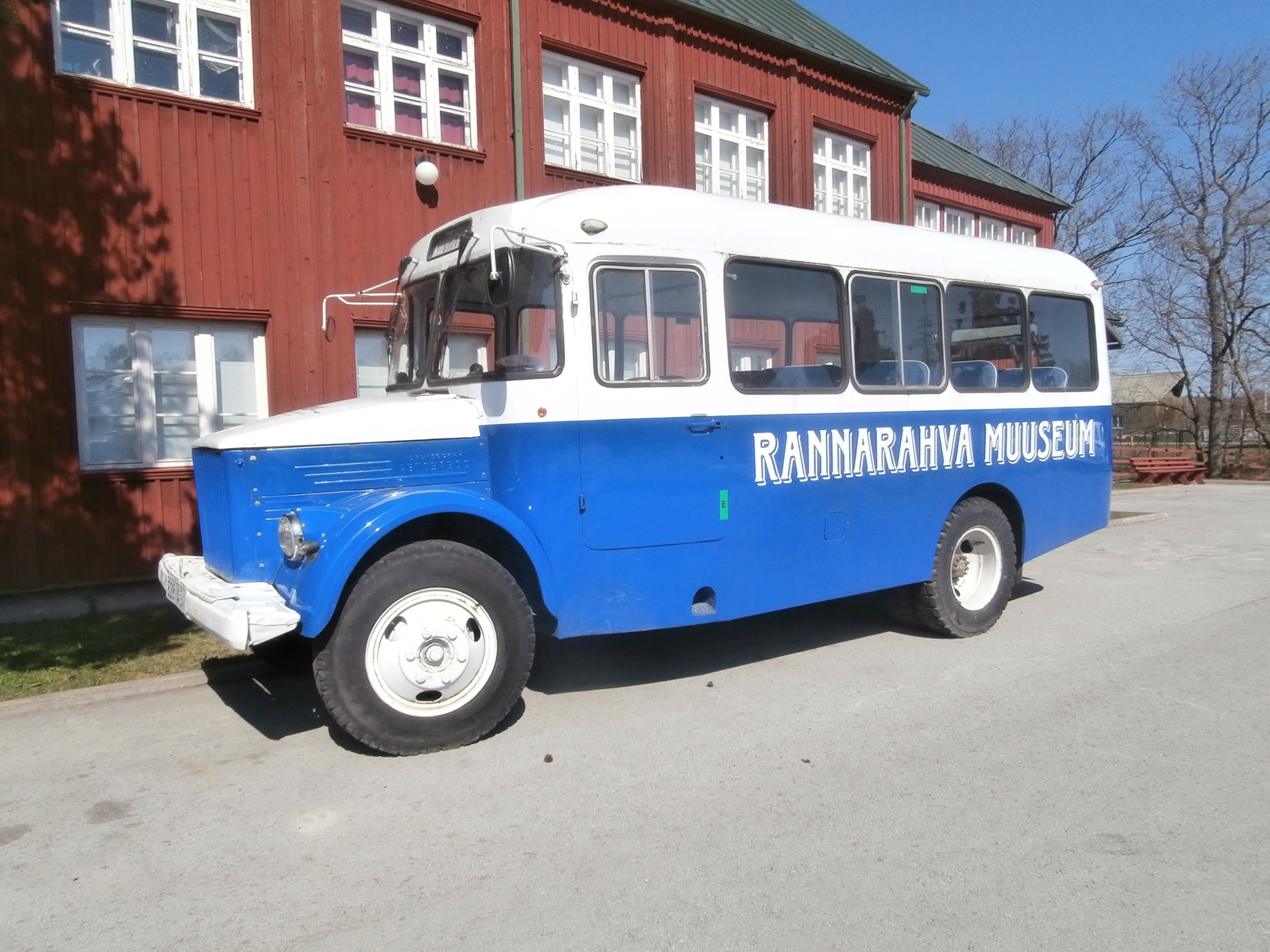
Předchozí model autobusu z Kurganu, GZA-651 (KAvZ-651)

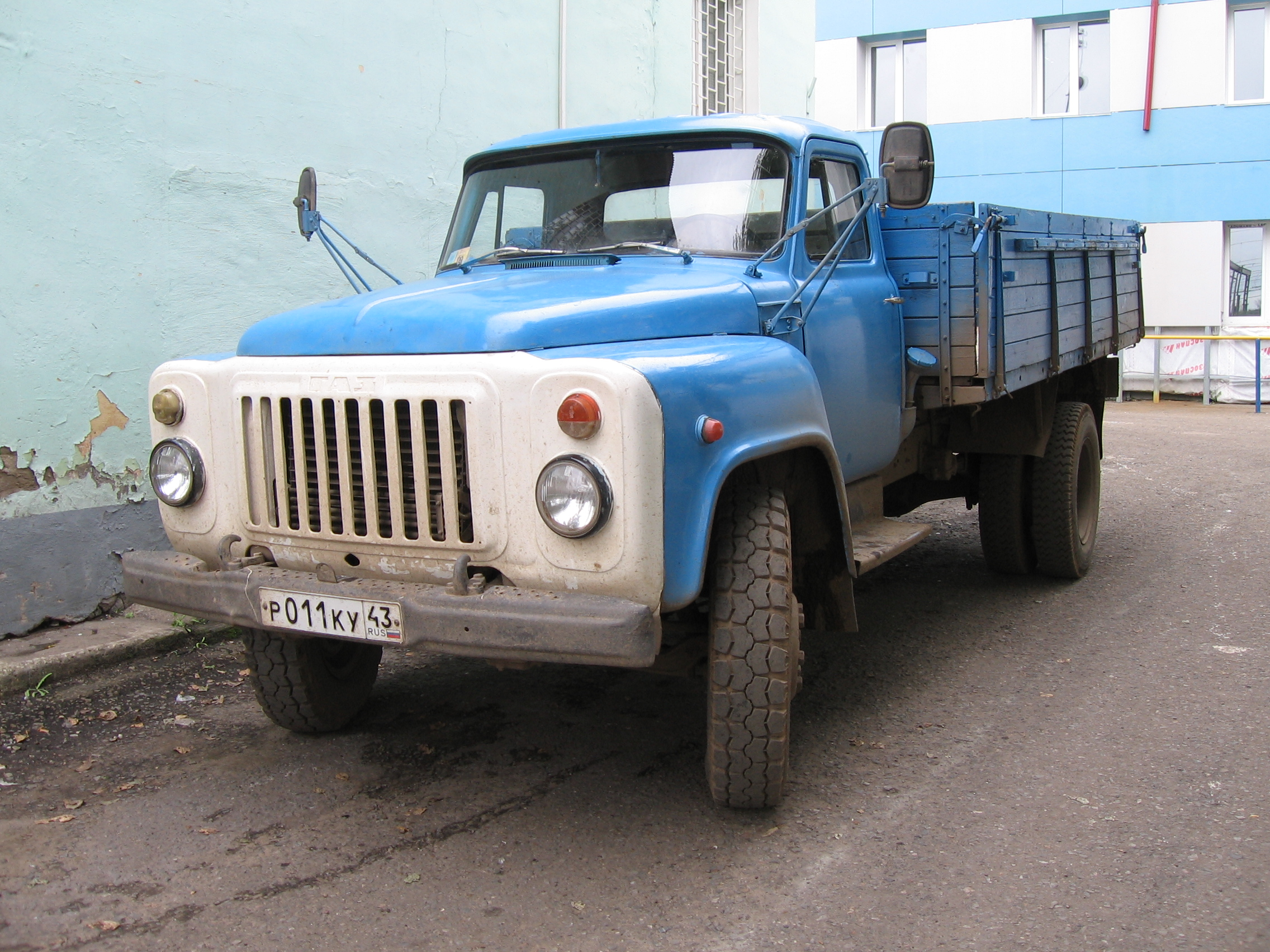
Nákladní automobil GAZ-53, jehož podvozek byl použit pro KAvZ-685

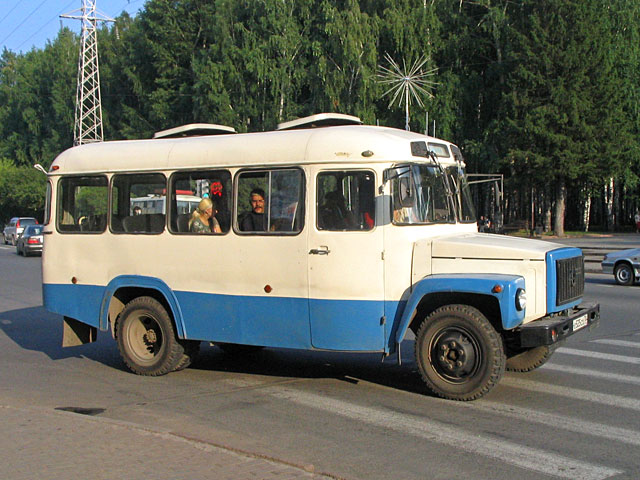
Následovník původního KAvZ-685, autobus KAvZ-3976 stavěný na podvozku GAZ-3307 a GAZ-3309

KAvZ-685 byl sovětský autobus střední velikosti, kapotové koncepce, stavěný na podvozku nákladního automobilu GAZ-53. V Česku by vozidlo této velikosti mohlo být označeno jako midibus. 

## Historie vzniku
Předchůdcem byl autobus KAvZ-651B, stavěný na podvozku automobilu GAZ-51. První prototypy autobusu vznikly na konci šedesátých let dvacátého století v Kurganském autobusovém závodě. Zkušební série KAvZ-685 byly vyráběny od roku 1971. Tyto předsériové vozy se lišily od definitivního provedení například čtyřdílnými čelními skly. U sériových vozů byla použita dvě ohýbaná skla. Sériová výroba začala v roce 1973. V roce 1975 byla zadní směrová a brzdová světla změněna z kulatých na hranatá. Přední kombinované směrové a obrysové svítilny byly změněny na dvoubarevné. Výroba tohoto typu, včetně všech odvozených verzí, běžela do roku 1989.

## Technický popis
KAvZ-685 byl kapotový autobus s malou obsaditelností, podobně jako předchůdce KAvZ-651B. Byl určen především k užívání v zemědělských oblastech. Autobus se lišil od předchůdce prostornějším salónem pro cestující, modernějším designem, měl vylepšené jízdní charakteristiky, byl spolehlivější a počítalo se s delším intervalem mezi opravami.
Podvozek nového autobusu byl účelovou modifikací základního podvozku vozů GAZ-53A (GAZ-53-40). Podvozek měl zesílený rám, účinnější odpružení a osmiválcový benzínový vidlicový motor. K přenosu zvětšeného krouticího momentu sloužila zesílená jednokotoučová spojka, nová převodovka a vylepšená kardanová hřídel. Od roku 1975 byly montovány dvouokruhové hydraulické brzdy se dvěma podtlakovými posilovači a signalizací funkce brzd.
KAvZ-685 měl dobře tepelně izolovaný salón pro cestující, pohodlná měkká sedadla s malými područkami. Místo pro řidiče bylo částečně odděleno od prostoru pro cestující, ventilace byla dostatečně účinná a navíc bylo možné otevírat boční okna nebo větrací otvory ve střeše. Plánovaný interval mezi opravami byl 260 000 km.

## Modifikace
- KAvZ-685S – byl konstruován pro provoz v severských částech SSSR při teplotách do −60 °C
- KAvZ-685G – byl určen k provozu v horských oblastech ve výškách 3 až 4 000 m
- KAvZ-685M (1984–1986) – modernizovaná verze autobusu; montovala se na podvozek GAZ-53-12 s modernějším motorem ZMZ-53-11
- KAvZ-3270 (1986–1991) – modernizovaná a přejmenovaná varianta KAvZ-685M
- KAvZ-3271 (1991–1993) – mezityp před zařazením typu KAvZ-3976 do výroby